# Franz Hamm
Franz Hamm (* 18. März 1900 in Verbász, deutsch Neuwerbaß, Königreich Ungarn, Österreich-Ungarn; † 5. August 1988 in Bad Bodendorf, Deutschland) war Angehöriger der Parlamente im Königreich Jugoslawien und Königreich Ungarn sowie Verbandsfunktionär verschiedener nationalsozialistischen Organisationen ebendort und in Deutschland.

## Leben
Franz Hamm war der Sohn eines Handwerkers in Verbász, wo er das Gymnasium besuchte. Er studierte in Belgrad, an der „Hochschule für Welthandel“ in Wien, in Heidelberg sowie Wirtschaftswissenschaften an der Handelshochschule in Mannheim.
Nach seiner Rückkehr in die Batschka war er zunächst im landwirtschaftlichen Genossenschaftswesen tätig, dann als Journalist beim „Deutsches Volksblatt“ in Novi Sad (deutsch Neusatz), danach als Redakteur der vom Schwäbisch-Deutschen Kulturbund herausgebrachten Zeitschrift „Volkswart“, die sich ab 1938 „Volk und Heimat“ nannte. Er bekleidete zahlreiche Ämter, so war er Präsidialmitglied des Jugoslawischen Presseverbandes in Belgrad, weltlicher Vorsitzender der Evangelischen Kirchengemeinde Novi Sad sowie weltlicher Landeskirchenpräsident der Deutschen Evangelischen Kirche in Jugoslawien, Vorsitzender des Verbandes der deutschen Akademikerbegegnungen mit serbischen kulturellen Organisationen sowie Mitarbeiter an serbischen und ungarischen Zeitschriften. Als Politiker nahm er Aufgaben im Stadtrat von Novi Sad und als Komitatsrat und ab 1938 auch als Parlamentsmitglied in der Skupština in Belgrad wahr.
Als überzeugter Nationalsozialist innerhalb der Erneuerungsbewegung wurde Hamm 1939 nach der Beseitigung der bestehenden Leitung und „Machtübernahme“ im Schwäbisch-Deutschen Kulturbund (an der Hamm u. a. mit Jakob Awender, Josef Trischler und Hans Moser beteiligt war), unter Sepp Janko mit Josef Beer von der Volksdeutschen Mittelstelle (VoMi) gebilligt in die Volksgruppenführung der jugoslawiendeutschen Minderheit berufen und dort zum politischen Leiter und Verbindungsmann zur jugoslawischen Regierung ernannt.
Nach der Zerschlagung Jugoslawiens 1941 vereinnahmte das Königreich Ungarn Teile der Batschka und der Branau, wodurch die mittlerweile straff organisierten regionalen „Volksdeutschen“ des Kulturbundes in ihrem ungarischen Pendant, dem Volksbund der Deutschen in Ungarn (VDU), politisch aufgingen. Die vormaligen Volksvertreter der serbischen Versammlung Skupština Hamm, Josef Trischler und Sepp Spreitzer wurden nun auf Vorschlag der Volksgruppenführung von 1942 bis 1945 in das ungarische Parlament berufen. Auf Wunsch Heinrich Himmlers und Joachim Ribbentrops wurde Hamm zum „Führer der nationalsozialistischen deutschen Abgeordneten im ungarischen Reichstag“ ernannt. Im Zusammenhang mit dem Holocaust erhob Hamm dort mit Eduard Keintzel, Erich Szegedi und Josef Trischler im Juni und Juli 1944 die Forderung, „die deutsche Volksgruppe an der Verteilung des jüdischen Vermögens zu beteiligen“. In den genannten Gebieten amtierte Hamm auch als weltlicher Präsident der ebenfalls geteilten Deutschen Evangelischen Kirche im ehemaligen Jugoslawien. Als Amtswalter des VDU ernannte ihn der ungarische „Volksgruppenführer“ Franz Anton Basch zum Verbindungsmann der „Volksgruppenführung“ der Deutschen in Ungarn zum faschistischen ungarischen Staatsoberhaupt, dem Führer der Pfeilkreuzler Ferenc Szálasi, bis Frühjahr 1945 im westungarischen Sopron (deutsch Ödenburg).
Nach dem Zweiten Weltkrieg gelangte Hamm nach Österreich, wo er sich der Betreuung von Trecks und Flüchtlingen im Evangelischen Pfarramt Salzburg widmete. Als Leiter des Hilfskomitees für die „Deutsche Evangelische Landeskirche in Jugoslawien“ führte er diese Tätigkeit in Stuttgart fort. Hamm schloss sich der CDU an, für die er bei der Bundestagswahl 1949 erfolglos auf der württemberg-badischen Landesliste sowie im Bundestagswahlkreis Ludwigsburg antrat. Der Landtag von Württemberg-Baden wählte ihn 1949 zum Mitglied der ersten Bundesversammlung, die Theodor Heuss zum ersten Bundespräsidenten wählte. Von 1949 bis 1958 bekleidete er das Amt des Bundesvorsitzenden der Landsmannschaft der Deutschen aus Jugoslawien, danach erhielt er den Bundesehrenvorsitz der Landsmannschaft. Als Bundesvorsitzender arbeitete er an der Charta der deutschen Heimatvertriebenen vom 5. August 1950 in Stuttgart mit. Von 1950 bis 1965 war Hamm Referent im Bundesministerium für Vertriebene, Flüchtlinge und Kriegsgeschädigte in Bonn. Er war Mitbegründer der Vereinigten Ostdeutschen Landsmannschaften (VOL, später VDL), Vizepräsident des „Ostdeutschen Kulturrates“ 1950, Mitglied des Beirates der Stiftung Ostdeutscher Kulturrat, Mitglied des Ostkirchenausschusses, und von 1950 bis 1966 Vorsitzender des „Konvents der zerstreuten evangelischen Ostkirchen“. Hamm war Gründer, Schriftleiter und Verwalter des Kirchenblattes „Der Bote“.
Im September 1949 begründete er mit Fritz Valjavec (ehemaliges NSDAP-Mitglied und SS-Offizier) und anderen ehemaligen Nationalsozialisten das „Südostdeutsche Kulturwerk“ in München, dessen Vorsitzender er 25 Jahre war.
Franz Hamms Nachlass befindet sich im Institut für donauschwäbische Geschichte und Landeskunde in Tübingen.

## Veröffentlichungen
- Das Gymnasium zu Neuwerbass. Verlag des Südostdeutschen Kulturwerks, München 1960.
- Bei den Donauschwaben in den USA. Donauschwäbischer Verlag, Salzburg 1952.